# Uitlander

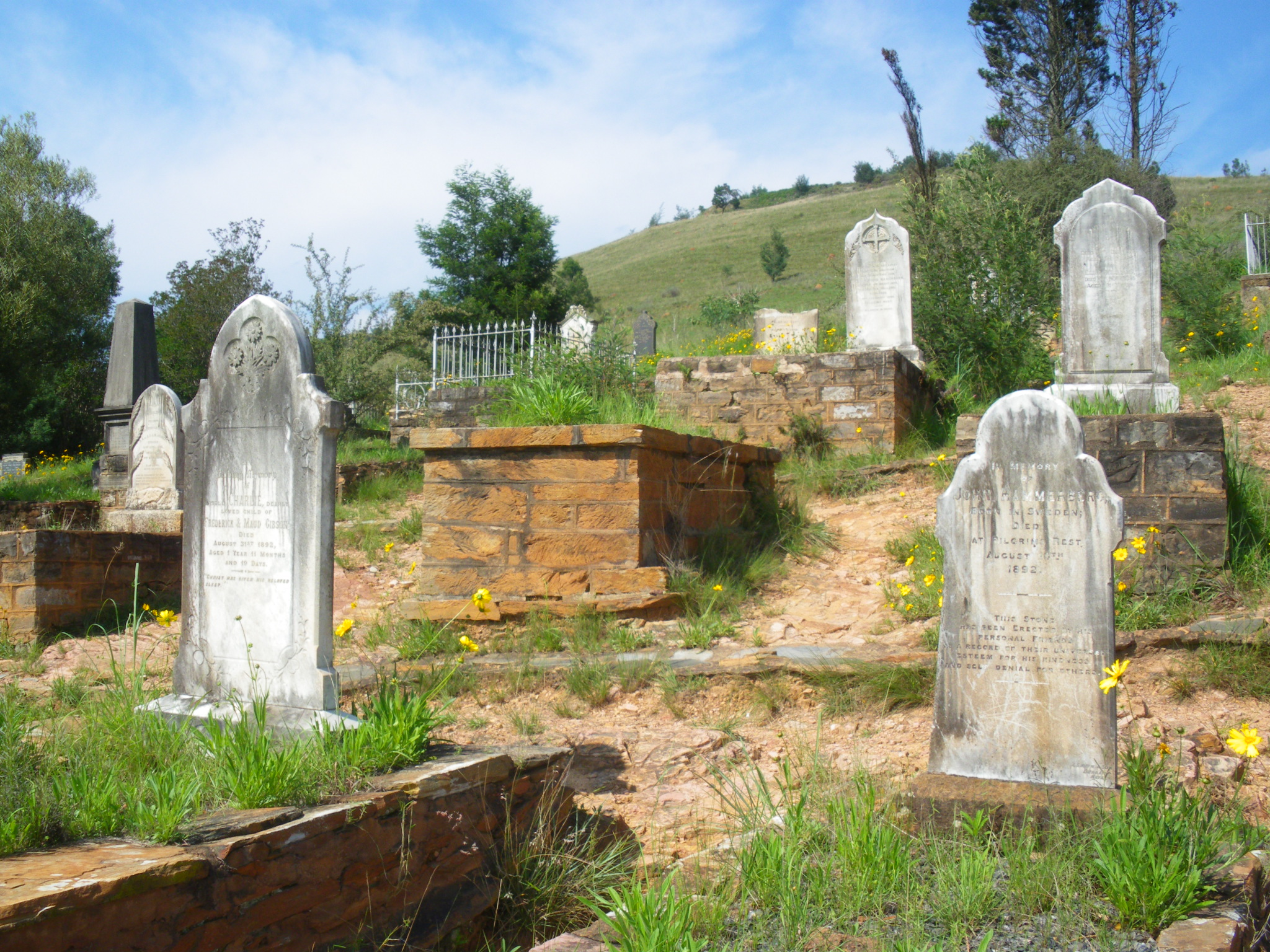
Le cimetière des uitlanders à Pilgrim's Rest, au Mpumalanga.

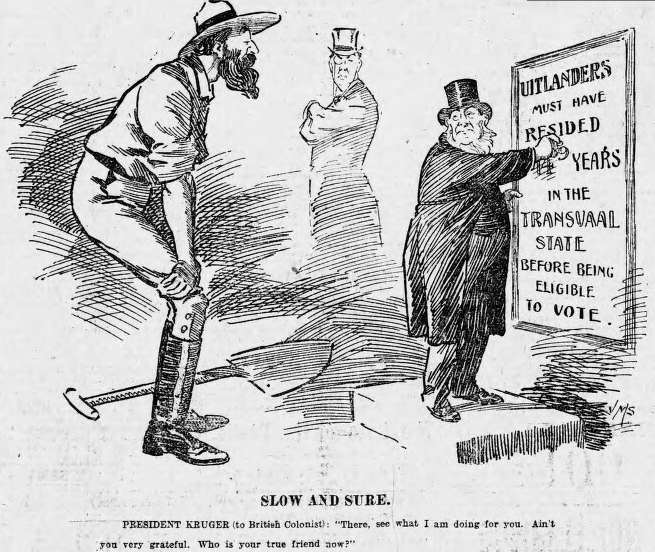
Caricature de Joseph Morewood Staniforth évoquant la proposition de Paul Kruger aux uitlanders, sous le regard de Joseph Chamberlain, de réduire l'obligation de résidence au Transvaal de 14 à 9 ans (après l'avoir augmenté dans un premier temps de 5 à 14 ans) pour obtenir des droits politiques dont le droit de vote. Dans les faits, Kruger proposera de réduire l'obligation de résidence à 7 ans durant les négociations qui eurent lieu à Bloemfontein du 31 mai au 5 juin 1899.

Le terme uitlander, un mot afrikaans signifiant « étranger », fut utilisé pour désigner les travailleurs migrants au cours de l'exploitation des mines d'or, notamment celles du Witwatersrand, au Transvaal, en Afrique du Sud, à la fin du XIXe siècle.

## Guerre des Boers
Les terrains de prospection du Witwatersrand furent découverts en 1886, et la population des uitlanders parvint rapidement au double de la population afrikaner native du Transvaal, soit environ 60 000 uitlanders face à 30 000 Boers. Ces travailleurs se trouvaient essentiellement dans la région de l'actuelle Johannesburg, mais aussi près des filons de Pilgrim's Rest, Lydenburg et Barberton dans l'est du pays.  
Le gouvernement du Transvaal, dirigé par le président Paul Kruger, était inquiet des conséquences dangereuses de ce flux de travailleurs pour l'indépendance du Transvaal. Les uitlanders étaient pour la plupart britanniques. Leur accorder des droits équivalents aux Boers du Transvaal allait rapidement amener une suprématie britannique dans la région, voir à l'émergence d'une colonie de la couronne, à une époque où le gouvernement de Londres cherchait à étendre son influence en Afrique australe. En conséquence, le Transvaal adopta en 1890 une législation refusant le droit de vote ou de citoyenneté aux uitlanders qui ne résidaient pas depuis 14 ans dans le pays et qui n'avait pas atteint l'âge de 40 ans. Cela privait de facto ces derniers de toute influence politique majeure. 
Cette législation, en plus d'une lourde taxation, de la corruption et de l'inefficacité notoire de l'administration du Transvaal, amena un mécontentement croissant. Ce fut un prétexte au raid Jameson en 1895 ; Cecil Rhodes avait planifié cette invasion, qui aurait dû avoir lieu simultanément à un soulèvement des uitlanders à Johannesburg. Les troupes de Leander Starr Jameson s'élancèrent à travers le Transvaal depuis le Bechuanaland, mais le soulèvement ne fut jamais organisé. Les hommes de Jameson furent rapidement contrés et capturés aux portes de la ville au cours de la bataille de Doornkop.
À partir de 1897, le haut-commissaire pour l'Afrique du Sud, Sir Alfred Milner, et le secrétaire d'État aux Colonies, Joseph Chamberlain, utilisèrent le déni des droits aux uitlanders comme principal argument pour une attaque contre le Transvaal. Les revendications et les soulèvements uitlanders furent encouragés, avec en toile de fond le déclenchement de la guerre, contre le gouvernement de Kruger. 
Ces pressions britanniques et l'intransigeance de Kruger conduisirent en effet finalement au déclenchement de la seconde guerre des Boers en 1899.
À la suite de la défaite de 1902, la république du Transvaal devint une colonie britannique. Tous les résidents du Transvaal devinrent de facto et de jure des sujets de la couronne, et le terme uitlander tomba en désuétude.

## Quelquesuitlanderscélèbres

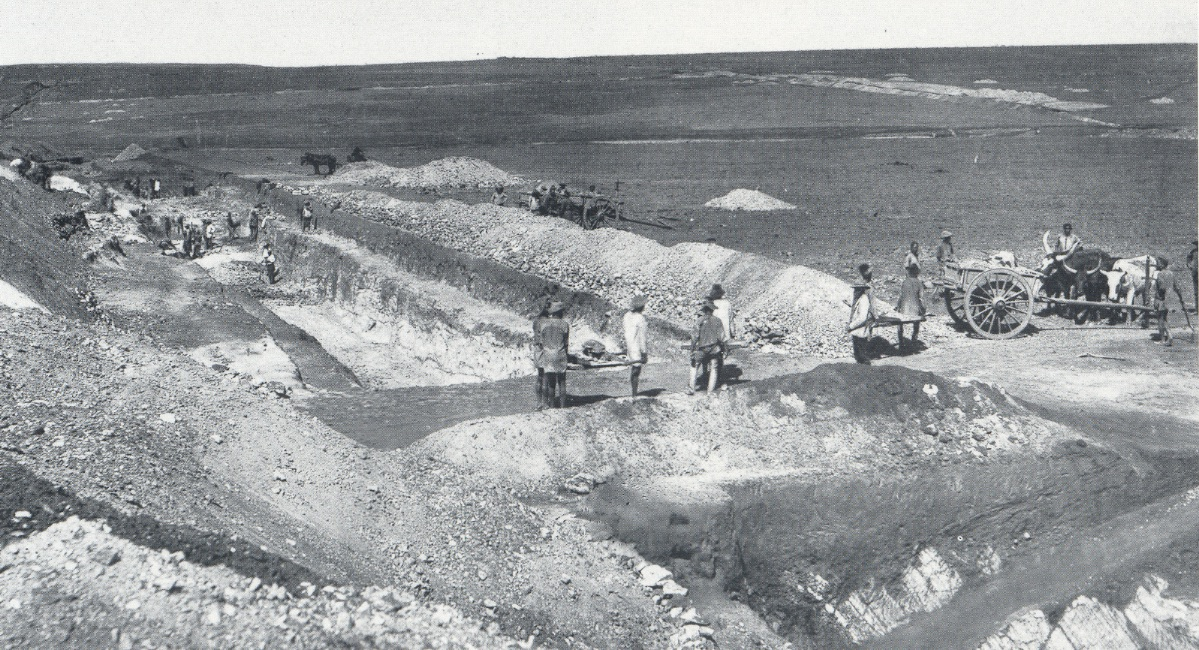
La mine d'or de Ferreira en 1886, berceau de naissance de la ville de Johannesburg.

- Cecil Rhodes, le plus riche d'entre eux, qui se lancera par après dans des projets politiques et industriels ;
- Leander Starr Jameson, à l'origine du raid Jameson ;
- Alfred Beit, Barney Barnato et Lionel Phillips, riches prospecteurs et investisseurs surnommés les Gold Bugs ;
- Joseph Robinson, Julius Wernher, autres riches prospecteurs et investisseurs ;
- James Percy FitzPatrick, auteur du roman Jock of the Bushveld.